# 중화민국 입법원 의정박물관

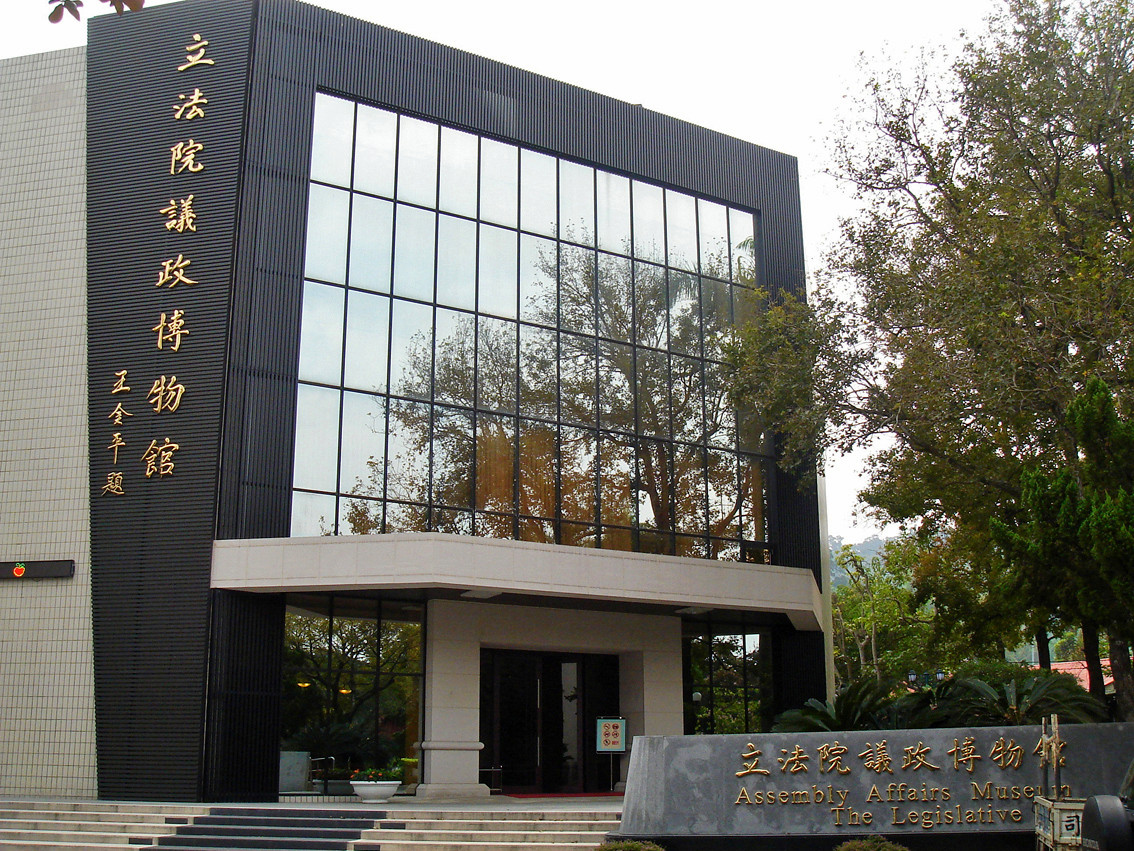
중화민국 입법원 의정박물관

중화민국 입법원 의정박물관(立法院議政博物館)은 중화민국 타이중시 우펑구에 위치한 중화민국 입법원 소속 국립 박물관이다. 중화민국에 있는 유일한 국가급 의정박물관이다.

## 역사
2004년 입법원에서 각 정당이 공동으로 입법원조직법 부분조문 수정초안(立法院組織法部分條文修正草案)을 제출해 의정박물관 등을 증설하는 것을 건의해 12월 24일에 입법원조직법의 부분조문수정안이 통과되었다.
2005년 1월 12일 입법원조직법 수정조문이 중화민국의 총통 천수이볜에 의하여 공포되어 입법원이 중남부복무센터와 의정박물관을 증설하게 되었다.
2007년 1월 1일 입법원이 원 대만성의회기념원구(原臺灣省議會紀念園區)에 입법원 의정박물관과 입법원복무중심을 설립하기로 하다.
2008년 5월 의정박물관이 착공하였다.

## 조직
- 관장
- 부관장
- 비서
- 제1과
- 제2과

## 이용 안내
- 개방시간 : 월요일~금요일 9:00－12:00、14:00－17:00

## 같이 보기
- 중화민국 입법원